# Elecciones estatales de Maranhão de 2006
La Elecciones para gobernador de Maranhão de 2006 se realizó el 29 de octubre de 2006. El gobernador electo fue Jackson Lago.